# 相见站 (中国)
相见站是位于湖南省怀化市会同县马鞍镇的一个铁路车站，邮政编码418307，建于1978年，有焦柳铁路经过该站，现仅办理货运业务，不办理客运业务。车站距离月山站1269公里，隶属中国铁路广州局集团，是五等站。